# Kosino (stanice metra v Moskvě)
Kosino (rusky Косино) je stanice moskevského metra na Někrasovské lince, která byla zprovozněna dne 3. června 2019 v rámci úseku Kosino - Někrasovka. Stanice je pojmenována podle zastávky Moskevské železnice a podle čtvrti, v blízkosti jejíž hranice se nachází. Zde můžou cestující přestoupit na stanici Lermontovskij prospekt Tagansko-Krasnopresněnské linky a dále na stejnojmennou zastávku Moskevské železnice, která je obsluhována vlaky v Rjazanském směru a vlaky na lince MCD-3.

## Charakter stanice
Stanice Kosino se nachází ve čtvrti Vychino-Žulebino (Выхино-Жулебино) v blízkosti její hranice se čtvrtí Kosino-Uchtomskij (Косино-Ухтомский) mezi železniční zastávkou Kosino a Lermontovským prospektem (Лермонтовский проспект) na hranici 1. mikrorajonu Žulebina. Je zde naplánována organizace dopravně-přestupního uzlu, který bude zahrnovat obě stanice metra a železniční zastávku Kosino. 
Stanice disponuje dvěma podzemními vestibuly, každý s nich je propojen s nástupištěm spojovací chodbou a čtyřmi eskalátory. Severní vestibul vede k železniční zastávce Kosino, přičemž se dále předpokládá vybudování podchodu pod tratí spolu se schodišti k nástupištím i Kaskadné ulici (Каскадная улица), jižní vestibul je pak propojovací chodbou napojen na severní vestibul stanice Lermontovský prospekt. Z jižního vestibulu se cestující dále mohou dostat k již fungujícímu podchodu pod Lermontovským prospektem. Stěny vestibulů a vstupenek jsou obloženy bílým sajanským a krémovým tečkovaným mramorem. Nad turnikety jsou panely zobrazující vzory žlutých listů. 
Podoba stanice se odkazuje na Kosinská jezera - je laděna do modré, žluté, zelené a šedé barvy. Lesklý zavěšený strop sestavený z perforovaných prvků, který se odráží na podlaze, vytváří efekt třpytící se vody. Podlaha stanice je pokryta žulou, sloupy jsou pokryty zrcadlovými hliníkovými panely a odrážejí tak světla stropních svítidel. Kontrastní obklad stěnových hliníkových panelů pak stanici opticky „roztahuje“ a dodává pocit blízkosti vodní hladiny. Stropy pak pokrývají nákresy ryb a jeřábů.